# ケープタウンメット
ケープタウンメット (Cape Town Met、the World Sports Betting Cape Town Met) は、南アフリカのケニルワース競馬場で芝2000mで行われている競馬の重賞競走(G1)である。
1883年にメトロポリタンマイルとして創設。その後距離を延長しメトロポリタンハンデキャップとなり、1977年ジャスティアリーニ&ブルックスがスポンサーとなったため、J&Bメトロポリタンステークスに変更され催行された。2016年「サンシティ」などを経営するホテル・リゾート・不動産企業であるサン・インターナショナルがスポンサー権を買収し、協働スポンサーに、G.H.マムを迎え、2017年からサンメット (Sun Met、the Sun Met Celebrated with Mumm) の名称で開催されていた。2021年に、南アフリカのスポーツ・ベティングの会社World Sports Bettingが開催権を買収し、ケープタウンメットに改称された。
かつて南アフリカで最高賞金を誇っていた競走であり、南アフリカ競馬シーズンの上半期最強馬決定戦でもある。

## 近年の優勝馬
- 2000年 - Badger's Coast
- 2001年 - Bunter Barlow
- 2002年 - Polo Classic
- 2003年 - Angus
- 2004年 - Yard-Arm
- 2005年 - Alastor
- 2006年 - Zebra Crossing
- 2007年 - Pocket Power
- 2008年 - Pocket Power
- 2009年 - Pocket Power
- 2010年 - River Jetez
- 2011年 - Past Master
- 2012年 - Igugu
- 2013年 - Martial Eagle
- 2014年 - Hill Fifty Four
- 2015年 - Futura[3]
- 2016年 - Smart Call[4]
- 2017年 - Whisky Baron[5]
- 2018年 - Oh Susanna[6]
- 2019年 - Rainbow Bridge [7]
- 2020年 - One World[8]
- 2021年 - Rainbow Bridge[9]
- 2022年 - Kommetdieding
- 2023年 - Jet Dark[10]
- 2024年 - Double Superlative[11]
- 2025年 - Eight On Eighteen[12]

## 参考
- 公式サイト